# La dama e l'unicorno (romanzo)
La dama e l'unicorno (titolo dell'originale inglese The Lady and the Unicorn) è un romanzo di Tracy Chevalier del 2003. Il romanzo, di genere storico, è ambientato tra il 1490 e il 1492 a Parigi e a Bruxelles.
Come altri romanzi della Chevalier, anche questo ha una trama che si sviluppa attorno ad un'opera d'arte; nel caso specifico si tratta di un ciclo di arazzi intitolato appunto La dama e l'unicorno.

## Trama
Nella Parigi del 1490, al pittore Nicolas des Innocents vengono commissionati dal ricco Jean Le Viste i disegni per sei arazzi; il signore vorrebbe vedervi raffigurata la battaglia di Nancy, avvenuta tredici anni prima, ma la moglie di Le Viste, la triste Geneviève, riesce a persuadere il pittore a convincere il marito che era preferibile un altro soggetto per gli arazzi: la seduzione di un unicorno da parte di una dama.
Eseguiti i disegni, Nicolas si reca a Bruxelles nella bottega del tessitore Georges de la Chapelle. Eseguiti i cartoni preparatori assieme al cartonista Philippe de la Tour, torna a Parigi, mentre Georges e la sua intera bottega iniziano un estenuante lavoro per completare gli arazzi nel tempo stabilito da Jean de Viste.
Il romanzo, narrato in prima persona da vari personaggi, a turno, si svolge con diverse trame parallele: l'ossessione di Nicolas per Claude, la giovane figlia di Jean le Viste; le vicende della bottega di Bruxelles, fino al termine degli arazzi all'inizio del 1492; i problemi di Claude e di sua madre Geneviève.